# 中間省略登記
中間省略登記（ちゅうかんしょうりゃくとうき）とは、不動産登記において、物権が順次移転した場合に、中間者への登記を省略し、後に物権を取得した者へ直接登記を移転すること、およびその登記のことである。主に、登録免許税や不動産取得税などを節約するために用いられる。

## 民法と中間省略登記
民法上、不動産登記は物権変動が対抗力を得るための手段に過ぎないため、中間者の同意を得ることにより（すなわち当事者全員の合意がある場合には）、中間省略登記が認められる（大判1921年（大正10年）4月12日民録27輯130頁・最判1965年（昭和40年）9月21日民集19巻6号1560頁等）。
中間者の同意が要求されるのは、譲渡人である中間者が譲受人である新権利者に対して同時履行の抗弁権を有していた場合に、中間省略登記によってその抗弁権が害されるのを防ぐためである。また、中間者の同意なしに中間省略登記が行われた場合、中間者に当該中間省略登記を抹消する正当な理由がなければ、当該中間省略登記を中間省略であることを理由として抹消することはできない（最判1960年（昭和35年）4月21日民集14巻6号946頁）。

## 不動産登記法と中間省略登記
不動産登記は物権変動の過程を忠実に公示する必要があるとされているため、原則として中間省略登記は不動産登記法第25条第5号・第8号・第9号の規定により、却下の対象となる。
ただし民法（実体法）上、中間者の同意を要件として中間省略登記が認められているため（上述）、裁判として中間省略登記が認められることがある。この場合には例外的に、中間省略登記が認められる。
また、数次相続（被相続人の相続にかかる登記が未了の間に、当該相続人についてさらに相続が開始すること）の場合においては、中間者が単独で相続人となる場合に限り、中間者への所有権移転登記を省略することができる。なお類似のものとしては、所有権保存登記において表題部所有者の相続人が所有権保存登記をする前に当該相続人について相続が開始した場合に、相続人が単独でなくとも、相続人が所有権保存登記を申請することができるとするものがある（冒頭省略登記と呼ばれることもある）。

### 不動産登記法改正と中間省略登記
前述のとおり、中間省略登記は原則としてすることができないとされていたものの、2005年（平成17年）に不動産登記法が改正施行される前においては、現実に中間省略登記が行われていた。これは、その登記が中間省略登記であるかどうかを登記官に確認されることなく登記申請を行えるような仕組みになっていたためである。具体的には、登記申請にあたって添付書類とされた「登記原因を証する書面」（原因証書）が、申請書副本（登記申請書のコピー）で代用できた（旧不動産登記法第40条）ために、「原権利者から中間者を経て新権利者へと物権が移転した」という事実を登記官が確認できないようにすることができるようになっていたのである。
しかし2005年（平成17年）の不動産登記法改正によって、登記申請にあたっては、一部の例外を除き「登記原因証明情報」の添付が必須（申請書副本による代用が不可）となった（不動産登記法第61条）ため、虚偽の登記原因証明情報を用いない限り、中間省略登記ができないこととなった。不動産登記申請はその大部分が司法書士等の有資格者が代理することによって行われているが、これらの資格者代理人が虚偽の登記原因証明情報を用いることは資格はく奪等の不利益に結び付くことから、資格者代理人が中間省略登記をすることはまず考えられず、結果として中間省略登記を行うことは事実上できなくなった（ただし、中間省略登記が不動産登記法の改正によってはじめて否定されたのではなく、中間省略登記は改正前よりある種の脱法行為として行われていたに過ぎないという点には注意が必要である。）。

### 中間省略的取引・登記手法の開発と事実上の容認
前述のとおり、中間者が物権を取得しながら、この登記を省略し中間省略登記を行うことは名実ともにできなくなったが、実務上の要請から、「物権変動の過程を忠実に公示する」という原則を侵さずに中間省略登記と同様の効果をもたらす取引・登記手法が開発されている。

#### 買主の地位の移転による方法
中間者が「原権利者に対する物権の買主たる地位」を新権利者に移転することにより、中間者が物権を取得することをなくし、原権利者から新権利者への登記を適法に行う方法である。

#### 第三者のためにする契約による方法
中間者が原権利者との間に、「当該契約に基づく物権移転を第三者である新権利者に対して行う」とする売買契約を結ぶ方法である。

#### 事実上の容認及び学説等
内閣総理大臣の諮問機関である規制改革・民間開放推進会議は、2006年（平成18年）12月25日の答申で、不動産の取引費用の低減ニーズに応えるため、「第三者のためにする契約」及び「買主の地位の移転」によって中間省略登記と同様の効果をもたらす登記ができることを平成18年度中に周知すべきであるとした。不動産業界ではこの答申を、「中間省略登記が事実上容認された」ものとして歓迎している。
上記答申の中で、会議が法務省との間で確認した登記原因証明情報のひな形については、2007年（平成19年）1月12日民二52号通知をもって、全国の登記官に示された。
ところで、中間者が新権利者に対して受益権を与えるために結ぶ契約については、これを他人物売買であるとする説と、民法上に規定のない無名契約であるとする説とがある。これを他人物売買と解する場合、従来は、宅地建物取引業者に未取得の不動産の売買を禁じた宅地建物取引業法第33条との関係が問題となっていた。しかし、上記の規制改革・民間開放推進会議の答申に伴った、平成19年の宅建業法施行規則改正によって、中間者である宅建業者がすでに原権利者と第三者のためにする契約を結んでいる場合には、未取得の不動産の売買が認められることとなった。